# Cold Shoulder
Cold Shoulder – trzeci singiel brytyjskiej wokalistki Adele z jej pierwszego albumu studyjnego zatytułowanego 19. Utwór został wydany w wersji digital w Irlandii 30 marca 2008, natomiast w Wielkiej Brytanii dzień później. To jedyna piosenka na albumie wyprodukowana przez Marka Ronsona. W utworze gra były basista Jamiroquai, Stuart Zender, który jest częścią zespołu Ronsona. 8 lutego 2008 roku Adele zaśpiewała tę piosenkę w programie Friday Night with Jools Holland. 18 października 2008 roku pojawiła się i zaśpiewała ją w Saturday Night Live. Remix stworzony przez Basement Jaxx jest dostępny w wersji digital oraz airplay. 

## Notowania
| Notowania (2008)                           | Pozycja na liście |
| ------------------------------------------ | ----------------- |
| Błąd przy wprowadzaniu danych Flanders Tip | 3                 |
| Belgia (Wallonia) (Ultratip 50 Singles)    | 19                |
| Netherlands (Dutch Top 40)                 | 28                |
| UK Singles (The Official Charts Company)   | 18                |

## Certyfikaty i sprzedaż
| Kraj                  | Certyfikat    | Sprzedaż |
| --------------------- | ------------- | -------- |
| Wielka Brytania (BPI) | srebrna płyta | 200 000+ |